# 谷河尚忠
谷河 尚忠（たにかわ ひさただ、1834年4月9日（天保5年3月1日）- 1918年（大正7年）6月27日）は、幕末の盛岡藩士、明治から大正期の政治家、教育者。岩手県会議長、衆議院議員、高知県知事。号は松樹、白鬚翁。

## 経歴
盛岡藩士の家に生まれる。七戸藩権大参事、盛岡県権大属、戸長、南岩手郡長、岩手県会議員、同副議長、同常置委員、学務委員、教育協会副会長などを歴任。
1890年7月、第1回衆議院議員総選挙に岩手県第一区から出馬して当選。その後、第2回（補欠選挙）、第3回、 第4回総選挙と通算4回の当選を果たし、自由党に所属して活動した。
1898年7月、第1次大隈内閣により高知県知事に登用され、1900年1月まで在任。県税賦課徴収方法改正、県有財産管理法の追加、県会議員選挙事務取扱手続の制定などを行った。
1908年、私立盛岡女学校（現：盛岡白百合学園中学校・高等学校）校長に就任した。